# NGC 4277
NGC 4277 (również PGC 39759) – galaktyka spiralna z poprzeczką (SB0-a), znajdująca się w gwiazdozbiorze Panny. Odkrył ją William Herschel 17 kwietnia 1786 roku. Należy do Gromady w Pannie.